# Война Чу и Хань

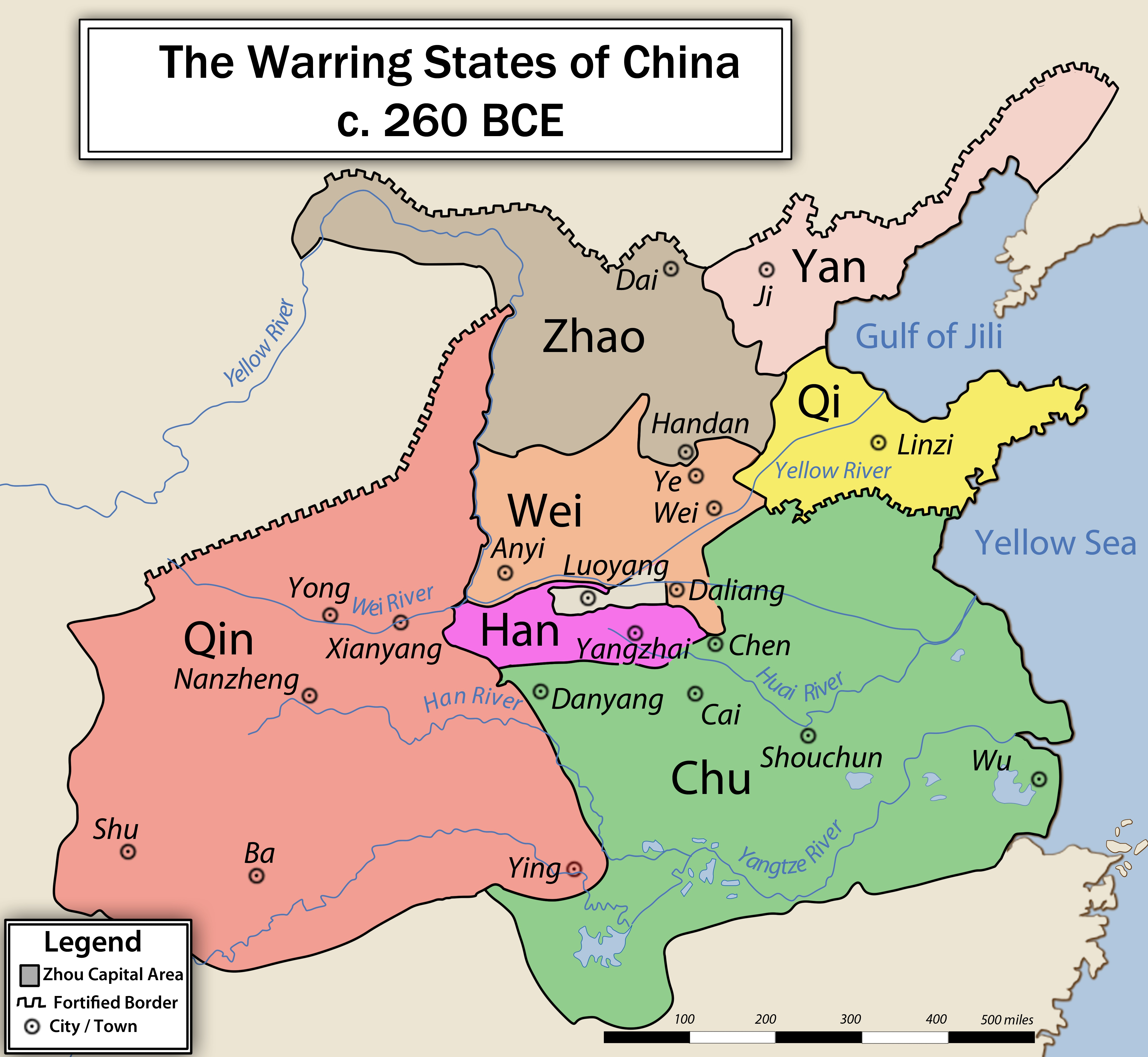
На карте Китая с границами 260 года до н. э. показаны царства:
Юг царства Цинь — Ба и Шу дан Лю Бану как Хань(4) (汉);
Остаток («три Цинь») дан бывшим циньским генералам:
Юн (雍) в центре (включая Сяньян) получил Чжан Хань,
Сай(塞) к северо-востоку получил Сыма Синь
Ди (翟) к северу получил Дун И

Война Чу и Хань  (кит. трад. 楚漢戦争, упр. 楚汉战争, пиньинь chǔhànzhànzhēng, палл. чухань-чжаньчжэн) — военный конфликт в период с 206 до н. э. по 202 до н. э., возникший в смутное время практически сразу после падения династии Цинь, когда в битву за владение Китаем вступили Сян Юй — генерал, принявший титул вана-гегемона Западного Чу, и Ханьский ван Лю Бан, который после победы объединил Китай и был провозглашён первым императором новой империи Хань.
Война закончилась полным поражением и гибелью Сян Юя, династия Чу и структура империи при Сян Юе была ликвидирована.

## Общий ход событий
Лю Бан и Сян Юй были союзниками в восстании против Циньской империи, сплотившейся вокруг царства Чу. В конце 207 года до н. э. Лю Бан занял столицу Циньской империи и взял в плен последнего императора Цзыина. Сян Юй обладал значительно превосходящей армией, и Лю Бан счёл благоразумным оставить столицу его войскам. Сян Юй сжёг и разграбил столицу и установил новую империю, пожаловав восемнадцати генералам титулы удельных князей (ванов), а себе — титул вана-гегемона Западного Чу, формально империя оставалась под правлением чуского Хуай-вана II, который получил титул Справедливого Императора (И ди), но был вскоре устранён а потом убит. Лю Бан получил титул Хань-вана и области Ба и Шу (Южный Шэньси и Сычуань).
Недовольные распределением уделов, генералы развязали многостороннюю междоусобную войну. Особенно остро шла война в царстве Ци, которое было разделено на три части, и куда направился Сян Юй. Пока Сян Юй отошёл на восток, Лю Бан занял исконную территорию Цинь, которая была поделена на три надела бывшим циньским генералам, и стал продвигаться на восток к Лояну, занимая территорию. Узнав об убийстве императора И-ди, Лю Бан призвал владетельных князей наказать цареубийцу, объявил власть Сян Юя нелегитимной, и с коалиционными войсками занял чускую столицу Пэнчэн, оставленную без защиты.
Сян Юй отреагировал, собрав небольшой, но мощный отряд, и застал врасплох войска противников, пировавшие в столице. Лю Бан и коалиция были разгромлены. Лю Бану с трудом удалось бежать, и он стал собирать новую армию. В дальнейшем несколько раз Лю Бан, заново собирая армию, терпел тяжелые поражения, но каждый раз спасался, и собирал армию заново, пользуясь тем, что Сян Юй вынужден был воевать на два фронта.
В это время ханьский генерал Хань Синь вёл успешную войну на северном фронте, постепенно продвигаясь на восток и одерживая крупные победы, занимая царства Хань(2), Вэй, Чжао, а в конечном итоге царство Ци. Один раз Лю Бан, спасаясь после разгрома своей армии, пришёл в ставку Хань Синя, и взял на себя командование его войсками, однако воевал снова неудачно.
После побед Хань Синя Сян Юй сильно ослаб, и заключил мир, поделив Китай на две части с Лю Баном, однако Лю Бан сразу же нарушил соглашение, но снова потерпел поражение. Тем не менее ему удалось вызвать на помощь генералов Хань Синя и Пэн Юэ и ударить по чуской армии с трёх сторон. Сян Юй оказался в безнадёжном положении, пытался бежать и покончил с собой. Лю Бан объединил Китай, объявил себя императором и создал новую империю Хань.

## Историческая ситуация перед началом конфликта

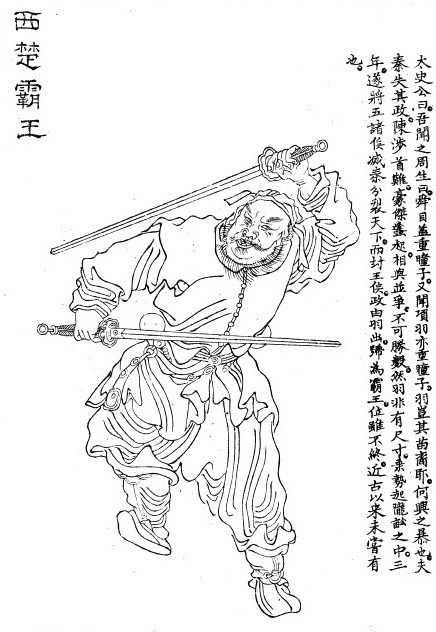
Сян Юй

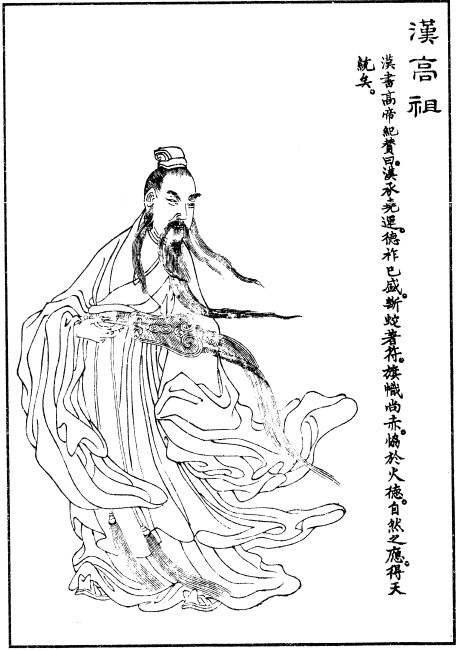
Лю Бан

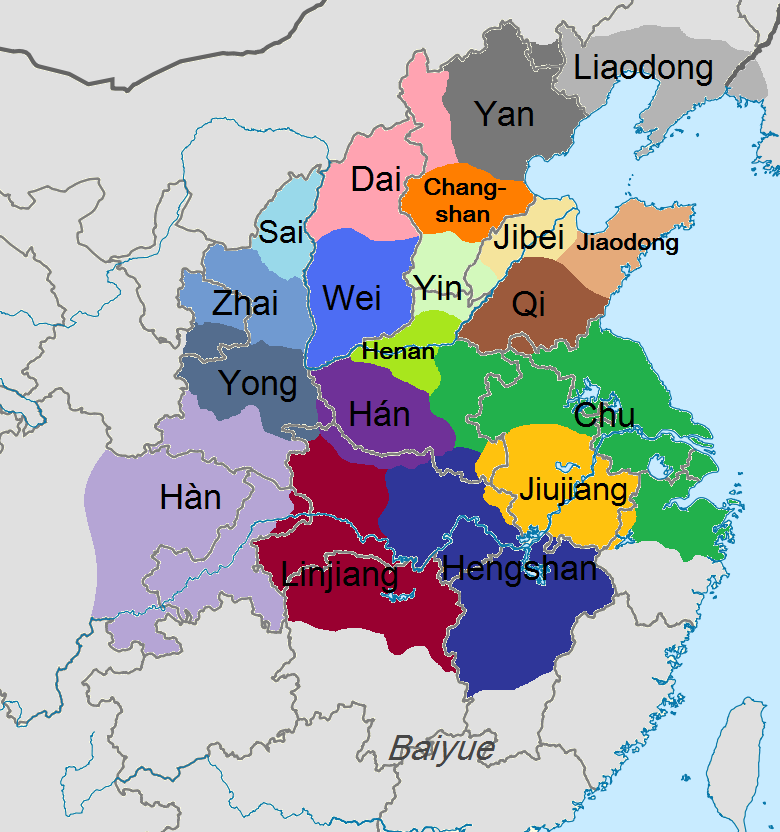
Примерное расположение 18 уделов при Сян Юе.

Почти сразу после смерти императора Цинь Шихуана в 209 до н. э. на территории бывшего царства Чу вспыхнуло восстание, которое возглавил Чэнь Шэ, объявивший себя ваном. Царство Чу объединило усилия владетельных князей в борьбе против Цинь. Когда Чэнь Шэ потерпел поражение и был убит, генерал Сян Лян возвёл на трон чуского вана обедневшего наследника дома Чу, дав ему титул Хуай-вана, но вскоре погиб. Хуай-ван взял военное руководство на себя, и командующими двух армий назначил Сун И и Лю Бана, а племянник Сян Ляна Сян Юй (項羽) стал младшим командиром при Сун И. Сян Юй смог убить Сун И и взять командование армией на себя. Хуай-ван поставил перед армиями задачу свергнуть Циньскую династию и занять Гуаньчжун — богатую плодородную область вокруг циньской столицы Сяньян, при этом армии двигались разными путями. Первый, кто займёт Гуаньчжун, должен был получить титул Гуаньчжун-вана.
Получилось так, что Лю Бан, который шёл по более короткой дороге, пришёл в столицу первым и принял капитуляцию последнего циньского императора Цзыина, династия Цинь была таким образом ликвидирована. Сян Юй при этом шёл к столице с полумиллионным войском, что примерно в пять раз превышало армию Лю Бана. Опасаясь расправы, Лю Бан явился в лагерь Сян Юя (см. подробно Хунмэньское празднество) и уступил ему столицу, в январе 206 до н. э. Сян Юй уничтожил и разграбил весь город, казнив последнего циньского императора и вырезав весь его род.

Утвердившись во власти, в июне 206 г. до н. э. Сян Юй присвоил себе титул вана-гегемона Западного Чу, а Хуай-вану присвоил титул «Справедливого императора» (И-ди), однако вскоре его умертвил и стал править самолично. Он назначил ванами несколько десятков военачальников и аристократов за заслуги в войне против Цинь, образовав 18 удельных царств (十八国). Удельные князья прекратили военные действия, и каждый отправился в свои владения.

Лю Бан должен был получить область Гуаньчжун, и по совету Фань Цзэна Сян Юй разделил эту область на четыре части. Три царства (Юн (кит. 雍, центральная часть провинции Шэньси), Сай (кит. 塞, северо-восточная часть провинции Шэньси) и Ди (кит. 翟, северная часть провинции Шэньси) ближе к столице получили бывшие циньские генералы («три Цинь»), а далёкую часть Хань(4) (Ба и Шу) (кит. 漢 современный Чунцин / Сычуань и южная часть провинции Шэньси) получил Лю Бан. Лю Бану был дарован титул Хань-ван, а его царство стало называться Хань. Летосчисление династии Хань принято начинать с 205 года до н. э. — первый полный год, когда Лю Бан правил царством Хань.

## Междоусобная война
Новоявленные ваны, недовольные назначениями, затеяли междоусобную войну, которая в дальнейшем переросла в противостояние между Гао-цзу и Сян Юем.
Разделение территорий произошло так, что многим ванам достались земли, удалённые от их угодий, некоторым вообще не досталось территории, некоторые царства были разбиты на несколько частей.
Особое недовольство высказал правитель Ци Тянь Жун, территория которого была разделена между тремя ванами, ему же не досталось никакого удела. Он поднял восстание и сверг всех троих, заняв все «три Ци» и взяв управление царством в свои руки. В дальнейшем вокруг Ци разгорелась яростная борьба с вмешательством Сян Юя, и за несколько лет циский трон несколько раз передавался из рук в руки.

## Война между Чу и Хань

### Война против трёх Цинь 206—204 до н. э.
Будущий ханьский император Гао Цзу (Лю Бан) направился в свои владения в Сычуань, но октябре 206 года принял план, который ему предложил Хань Синь. Он неожиданно с войском направился назад и напал на Чжан Ханя — бывшего циньского генерала, получившего титул Юн-вана. Чжан Хань бежал в Фэйцю (сейчас Синпин, пров. Шэньси), и Лю Бан занял его владения и вошёл в Сяньян. Далее он продолжил наступление и окружил Чжан Ханя. Позднее, к концу 205 года, после годовой осады Лю Бан смог подвести воду и затопить город. Город сдался, а Чжан Хань покончил с собой.
Сян Юй не мог активно противостоять Лю Бану, потому что вёл войну в Ци. Узнав о его походах в Гуаньчжуне, он направил Чжэн Чана (鄭昌) против Лю Бана, чтобы преградить ему путь, дав ему титул Хань(2)-вана (韓王 — здесь «хань» пишется другим иероглифом и читается в другой тональности, отличаясь от титула Лю-бана 漢王 (Хань(4)-ван)). За это время Лю Бан расширил свои владения, ему сдались Сыма Синь (второй из бывших циньских военачальников), носивший титул Сай-вана), Дун И (третий из бывших циньских военачальников), носивший титул Сай-вана), а потом Шэнь Ян, носивший титул Хэнань-вана (его владение соответствовало северной части провинции Хэнань). Его советник Хань Синь разбил ханьского(2) вана Чжэн Чана (鄭昌) и получил его владения и титул Хань(2)-вана(韓王). В занятых землях Лю Бан учредил области и наладил систему управления, позаботившись о крестьянах, циньские генералы были казнены. В начале 204 года до н. э. Лю Бан в результате закрепился на территории, охватывающую современную провинцию Шэньси (исходно циньских землях) и прилегающими частями провинций Ганьсу и Хэнань, а также в своей собственной вотчине — где современный Чунцин и Сычуань.
Далее Лю Бан стал продвигаться на северо-восток, и перешёл реку Хуанхэ в Линьцзине, соединился с Вэй-ваном (魏王) Бао и взял в плен Инь-вана (殷王) в области Хэнэй (север современной провинции Хэнань) (Сыма Цюн 司馬邛), владеющего территорией севера провинции Хэнань и юга провинции Хэбэй

### Призыв Лю Бана к владетельным князьям 205 до н. э.
Лю Бан в апреле 205 года снова двинулся на юг, переправился обратно через Хуанхэ и прибыл в Лоян. Здесь он узнал от старейшин о гибели Чуского императора И-ди. Во время восстания против Цинь вокруг И-ди объединились владетельные князья. Сян Юй, объявив его императором, выслал его в «верховья рек» и дал приказ тайно убить. Лю Бан посчитал этот инцидент достаточным предлогом, чтобы призвать князей к широкомасштабным военным действиям против Сян Юя, который пошёл на цареубийство вопреки воли Неба. Лю Бан объявил траур и призвал всех владетельных князей тоже держать траур и выступить совместно против Сян Юя, власть которого переставала быть легитимной.
В это время Сян Юй вёл победоносную войну в царстве Ци, но не мог отвлечься и выступить против ханьских войск. Лю Бана поддержало ещё пять князей, и совместные войска стали готовиться к походу на Пэнчэн (столицу Чу, ныне Сюйчжоу).

### Битва за Пэнчэн205 до н. э.
Лю Бану удалось собрать около 560 тысяч солдат коалиции с владетельными князьями, и в результате практически без боя была занята столица Чу, город Пэнчэн (сейчас Сюйчжоу). Войска стали грабить город, забрали себе женщин и пустились в пиршества и гуляния.
Узнав о падении своей столицы Пэнчэна (Сюйчжоу), Сян Юй немедленно собрал отряд из 30 тысяч отборных воинов и предпринял неожиданную атаку. Он рано утром обошёл город с запада, напал на армию, потом двинулся к городу, где разгромил деморализованные ханьские войска. Ханьцы, пытаясь бежать, стали переправляться через реки Гушуй и Сышуй, Сян Юй их преследовал, и погибло только на переправе более сто тысяч ханьских воинов. Другая часть армии отступала на юг к горам, но чусцы прижали их к реке Суйшуй, где также более сотни тысяч погибло, пытаясь переправиться.
Далее Сыма Цянь приводит историю чудесного спасения Лю Бана, вышедшему из окружения благодаря поднявшемуся урагану, разметавшегу чуйцев. Однако этот эпизод присутствует в главе 7 (о деяниях Сян Юя), но отсутствует в главе 8 (в биографии самого Лю Бана), на основе чего переводчик Р. В. Вяткин делает вывод об искусственности данного эпизода, «доказывающего» волю Неба по отношению к основателю новой династии..
Спасшись, Лю Бан направился в Пэй к своей семье и пытался вывезти домашних (отца, жену и детей), но, спасаясь от погони, он оторвался от домашних и они попали в плен к Сян Юю.
Лю Бан направился в Синъян (荥阳市), пытаясь собрать остатки своей армии и сформировать новые гарнизоны.Путём больших усилий Лю Бану удалось снова собрать армию, но он уже не смог вернуть территории Чу. Кроме того, союз князей после поражения рассыпался.

### Битва в Цзинсо и противостояние в Синъяне 205—204 до н. э.
Чжоу Люй, брат Люй-хоу, жены Лю Бана, c отрядом ханьских войск стоял в Сяи. К нему бежал Лю Бан от преследования, и здесь он собирал войска. Из Гуаньчжуна к нему прислали подкрепление, после чего Лю Бан дислоцировался к югу от города Синъян (в переводе Сыма Цяня, сделанном Р. В. Вяткиным, название города транскрибируется как Инъян), где произошло сражение между пунктами Цзин и Со (京索). Лю Бану удалось одержать победу и укрепить свои позиции.
Противостояние в Синъяне длилось около года, Лю Бан организовал снабжение гарнизона со складов в горе Ао около Хуанхэ, и параллельно продолжал войну против трёх Цинь (см. главу выше).
С помощью хитрости Лю Бану удалось отстранить от советников Сян Юя Фань Цзэна, который настаивал на быстром штурме Синъяна. Сян Юю удалось перерезать дороги по снабжению ханьцев. Потом, когда поражение стало неминуемо, Лю Бан выпустил из восточных ворот города две тысячи женщин, одетых в латы, а Цзи Синь одетый как главнокомандующий, вышел навстречу врагу, объясняя «сдачу армии». В это время Лю Бан с небольшим отрядом смог бежать через западные ворота.
Лю Бан направился на юг и стал снова собирать армию.
В дальнейшем из стратегических соображений было принято решение вести войну на два фронта. Северным фронтом руководил талантливый генерал Хань Синь, который поочерёдно занимал одну землю за другой, и в конечном итоге занял царство Ци. Южным фронтом руководил Лю Бан.

### Битва в Аньи (северный фронт)

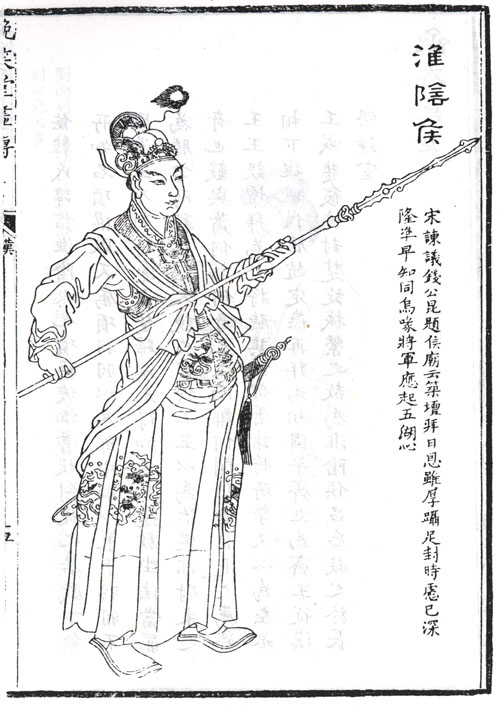
Хань Синь

В 204 году до н. э. (по другим оценкам 205 до н. э.) Вэй Бао (ван царства Вэй) под предлогом посещения больных родителей покинул армию Лю Бана, однако, перебравшись через Хуанхэ, разрушил переправы и Вэй Бао, но безуспешно. Тогда он послал армию Хань Синя для атаки на Вэй.
Хань Синь вместо того, чтобы идти по основной дороге через Линьцзинь, сделал обманные приготовления к атаке по этой дороге, но сам двинулся через Аньи. В ноябре Вэй Бао собрался атаковать Аньи, но был побеждён и сдался Лю Бану.
Затем Чжан Эр и Хань Синь направились дальше и заняли царство Дай.

### Битва в Цзинсине(северный фронт)
Двигаясь далее, Хань Синь и Чжан Эр стали переводить армию через Цзинсинский перевал в горах Тайханшань в царство Чжао, союзник Сян Юя. Сян Юй отверг план, который предложил Ли Цзоцзюнь, по которому 30 тысяч человек перерезают ханьцам доступ к продовольствию, посчитав, что 200-тысячная армия Чжао и так легко сможет победить небольшой вражеский отряд.
Хань Синь послал 2 тысячи всадников с ханьскими флагами недалеко от лагеря царства Чжао. Ранним утром войска Чжао вдруг обнаружили себя окружёнными «превосходящими» силами ханьцев и впали в панику. Хань Синь воспользовался хаосом и победил, казнив чжаосского вана Се и принца Чэнь Юя. Ли Цзоцзюнь был захвачен в плен.

### Битва у реки Вэй(северный фронт)
В 204 г. до н. э. царство Янь капитулировало перед армией Хань Синя, и ваном царства Чжао был назначен Чжан Эр. Сян Юй регулярно организовывал походы против Чжао, но Хань Синь и Чжан Эр удерживали позиции. Тогда Сян Юй сосредоточился на южном фронте, направив войска на Синъян, где располагался Лю Бан, и вынудил его бежать в Чэнгао (см. главу позже). Лю Бан потерпел поражение в Чэнгао, и не имел другого выхода, как направиться к северу через Хуанхэ для того, чтобы соединиться с войсками Хань Синя. Прибыв в лагерь своих генералов, он взял на себя командование армией царства Чжао, а Хань Синь получил приказ двигаться дальше в атаку на царство Ци.
При нападении на Ци произошло недоразумение. Хань Синь готовился к атаке, не зная о том, что
Лю Бан послал к правителю царство Ци Тянь Гуану посланника Ли Ицзи, уговаривая его сдаться. Тянь Гуан уже согласился сдаться и приказал войскам отойти от Лися. Хань Синь этого не знал, и следуя совету Куай Туна дал приказ об атаке. Армия Хань Синя заняла Лися и столицу Ци, город Линьцзы. Тянь Гуан подумал, что Лю Бан заманил его в ловушку и убил посланника Ли Ицзи, после чего он отошёл к Гаоми и попросил помощи у Западного Чу (у Сян Юя). Хань Синь продолжал преследование вплоть до Гаоми.
Сян Юй поставил Лун Цзю во главу мощной 200-тысячной армии в помощь Тянь Гуану. Однако совместные войска Ци и Чу потерпели поражение в первой битве против армии Хань Синя. Лун Цзю получил совет не нападать непосредственно на противника, а отрезать его пути снабжения от городов царства Ци. Тогда ханьская армия была бы ослаблена и вынуждена сдаться. Однако Лун Цзю отверг этот план и принял решение воевать до победы.
В 203 году до н. э. Хань Синь ночью перед сражением приказал запрудить реку Вэй мешками с песком. Утром после первой перестрелки Хань Синь стал отступать, увлекая Лун Цзю в преследование. В тот момент, когда армия Чу подошла к реке Вэй, Хань Синь подал сигнал, запруда была открыта и вода затопила местность. Многие солдаты Чу утонули, Лун Цзю оказался только с небольшой частью своих войск. В этот момент Хань Синь перешел в контратаку, Лун Цзю был убит, а остаток его армии разбежался, преследуемый ханьскими войсками. Тянь Гуан бежал, а Хань Синь продолжал преследование врага вплоть до Чэнъяна.
Одержав крупную победу, Хань Синь послал гонца к Лю Бану, прося его о титуле вана царства Ци. Как раз в это время Лю Бан потерпел поражение в Синъяне и ждал подкрепления. Вместо подкрепления он попросил присвоение титула. Это сильно разозлило Лю Бана. Тем не менее, послушав советников Чжан Ляня и Чэнь Пиня, Лю Бан всё-таки решил удовлетворить требования Хань Синя. В то же самое время Сян Юй, узнав о разгроме Лун Цзю, послал гонца к Хань Синю, уговаривая его восстать против Лю Бана и провозгласить себя ваном Ци. Советник Куай Тун склонял его к принятию предложения, но Хань Синь наотрез отказался, и организовал армию, с которой двинулся на юг для атаки Западного Чу.

### Битва в Чэнгао (южный фронт)
Ещё во время противостояния в Синъяне Лю Бан вёл С Сян Юем мирные переговоры. Хотя Сян Юй склонялся к тому, чтобы принять предложенный мир, Фань Цзэн объяснил ему, что нельзя упускать момент окончательно расправиться с Лю Баном. Тогда Сян Юй предпринял атаку на Синъян.
Чэнь Пин предложил план устранения Фань Цзэна. Для этого был подкуплен человек из окружения Сян Юя за большое количество золота, который стал распространять слухи о предательстве Фань Цзэна. В результате Фань Цзэн лишился доверия Сян Юя и был отстранен от должности первого советника.
В конце 204 года Ли Ицзи предложил Лю Бану план атаки. Армия Чу потерпела поражение, и ханьцы заняли Чэнгао. Армией Чу командовал Цао Цзю. Лю Бан продолжал двигаться вперёд и достиг Гуаньу. Чуские войска под командованием Чжунли Мо попали в ловушку к востоку от Синъяна.
В дальнейшем после поражения на северном фронте от Хань Синя во время битвы при реке Вэй моральный дух чуской армии упал, кроме того она оказалась отрезана от основных источников снабжения продовольствием. Сян Юй не имел другого выхода, как запросить мира, и согласился отпустить семью Лю Бана из плена.
Было заключено Соглашение у Хонского Канала, которое разделило Китай на восточный и западный, разделив территорию между Чу и Хань.

## Поражение и гибель Сян Юя
В 203 году до н. э., когда Сян Юй отступил на восток, советники Лю Бана Чжан Лян и Чэнь Пин порекомендовали нарушить соглашение у Хонского канала и атаковать Чу, призвав на помощь войска Хань Синя и Пэн Юэ. Однако Хань Синь и Пэн Юэ не успели подойти со своими войсками к моменту битвы, и Лю Бан потерпел поражение у Гулина. Лю Бан отступил и стал собирать подкрепление, призвав на помощь Хань Синя и Пэн Юэ, и обещав им титулы вассальных ванов.

### Битва под Гайся
Через три месяца, в 202 году, ханьские войска во главе с Лю Баном, Хань Синем и Пэн Юэ смогли скоординироваться и напасть на Чу с трёх сторон. Армия Чу страдала от недостаточного снабжения продовольствием, а Сян Юй попал в сложную ловушку в Гайся (юго-восток современного уезда Линби, Хэнань). Тогда Хань Синь приказал исполнять повсеместно чуские песни, чтобы вызвать у чуских солдат ощущение ностальгии и создать ложное впечатление, что Чу давно занять ханьскими войсками. Боевой дух чуской армии упал, многие солдаты дезертировали.
Сян Юй попытался с отрядом из 26 человек вырваться из ловушки. Потом, когда он выбрался на северный берег реки У , он храбро чуть ли не в одиночку положил множество ханьских солдат, но в конце концов покончил с собой.

## События после гибели Сян Юя
После гибели Сян Юя армия Западного Чу капитулировала ханьским войскам, и Китай объединился под властью Лю Бана, новая династия Хань просуществовала почти четыреста лет. Генералы Хань Синь, Пэн Юэ и Ин Бу, внёсшие самый большой вклад в победу, получили титулы ванов Чу, Лян и Хуайнань. Через несколько месяцев Лю Бан провозгласил себя императором и официально объявил о начале новой императорской династии. Столица была перенесена в город Лоян (несколько позже — в Чанъань), жена императора Люй-хоу стала императрицей, а сын Лю Ин стал наследником престола.
Хотя Лю Бан щедро одарил своих помощников, через некоторое время он стал подозрительным и засомневался в лояльности своих полководцев, обеспечивших ему победу в войне. Хань Синь был лишен ванского достоинства и был разжалован в Хуайинь-хоу уже в конце 202 года до н. э. Позднее, в 196 году, по приказу императрицы Люй-хоу он был арестован и казнён по обвинению в заговоре вместе с Чэнь Сю. Точно также в тот же год Пэн Юэ был разжалован в простолюдины по обвинению в другом заговоре, а потом по приказу императрицы Люй-хоу он также был казнён, а весь его род истреблен.